# Cadafaz e Colmeal
Cadafaz e Colmeal est une paroisse civile portugaise (en portugais : freguesia) de la municipalité de Góis dans le district et la région de Coimbra. Elle est créée en 2013, par fusion des paroisses de Cadafaz et Colmeal.

## Géographie
Cadafaz e Colmeal est située à l'est de Góis, à la limite des municipalités d'Arganil (au nord) et Pampilhosa da Serra (au sud).
La paroisse est arrosée d'est en ouest par la rivière Ceira (pt), affluent du Mondego.

## Histoire
Les paroisses de Cadafaz et Colmeal sont toutes les deux fondées en 1560.
La paroisse de Cadafaz e Colmeal est créée par la loi no 11-A/2013 du 28 janvier 2013 portant réorganisation administrative du territoire des freguesias, en fusionnant les paroisses de Cadafaz et Colmeal. Son nom officiel est União das Freguesias de Cadafaz e Colmeal et son siège est fixé à Cadafaz.

## Démographie
Lors du recensement de 2021, Cadafaz e Colmeal compte 320 habitants. C'est alors la paroisse la moins peuplée des quatre paroisses de la municipalité de Góis.